# Jodium-117
Jodium-117 of 117I is een onstabiele radioactieve isotoop van jodium, een halogeen. De isotoop komt van nature niet op Aarde voor.
Jodium-117 ontstaat onder meer door radioactief verval van xenon-117.

## Radioactief verval
Jodium-117 vervalt door β+-verval naar de radio-isotoop telluur-117:
{\displaystyle {\ce {{^{117}_{53}I}->{^{117}_{52}Te}+{e^{+}}+{\nu }_{e}}}}
De halveringstijd bedraagt ongeveer 2,2 minuten.
107I · 108I · 109I · 110I · 111I · 112I · 113I · 114I · 114mI · 115I · 116I · 116mI · 117I · 118I · 118mI · 119I · 120I · 120m1I · 120m2I · 121I · 121mI · 122I · 123I · 124I · 125I · 126I · 127I · 128I · 128m1I · 128m2I · 129I · 130I · 130m1I · 130m2I · 130m3I · 130m4I · 131I · 132I · 132mI · 133I · 133m1I · 133m2I · 134I · 134mI · 135I · 136I · 136mI · 137I · 138I · 139I · 140I · 141I · 142I · 143I · 144I · 145I